# Dinastia anushtiginide

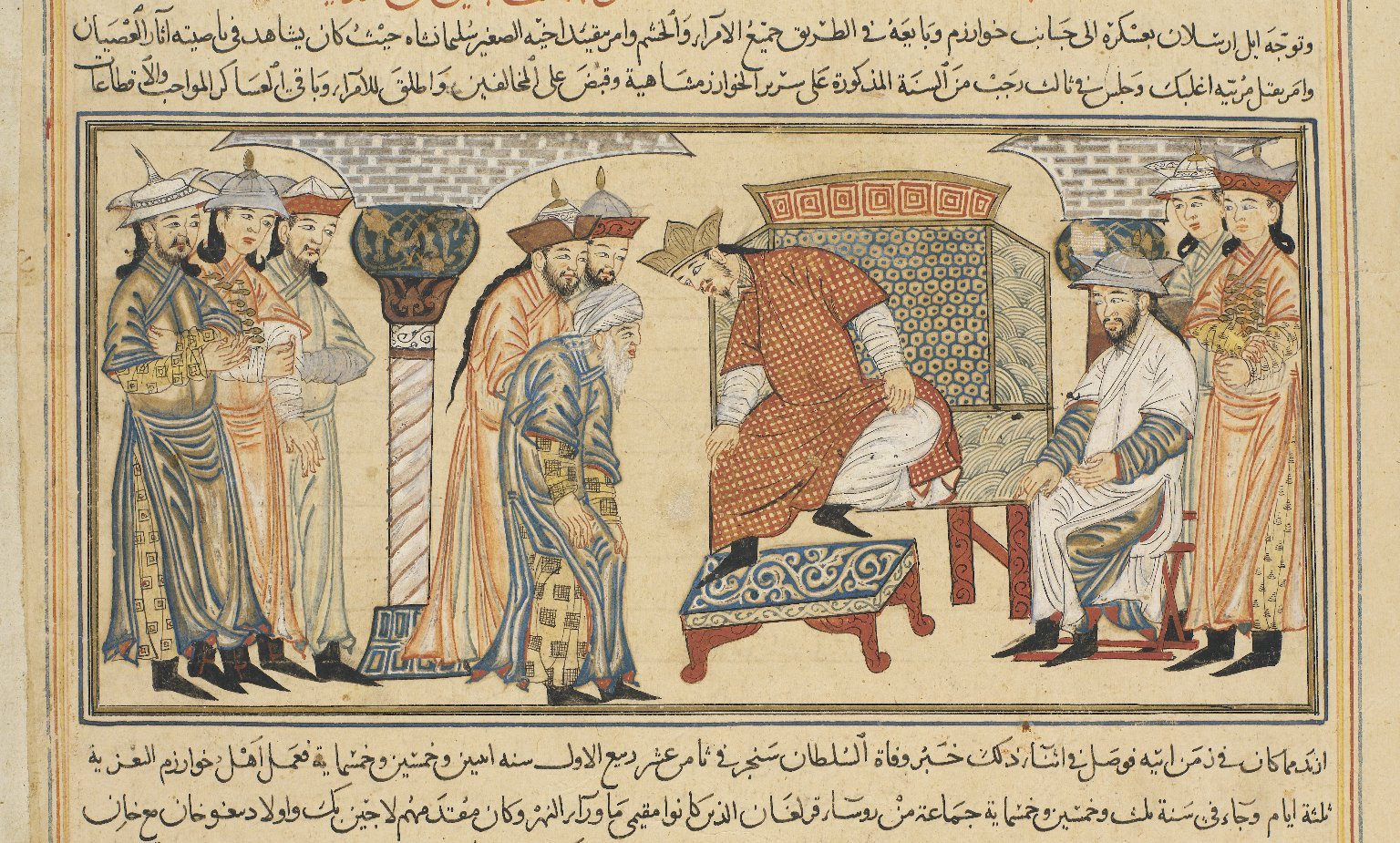
Lo scià Il-Arslan in una miniatura

La dinastia anushtiginide (in persiano خاندان انوشتکین‎), nota anche come dinastia corasmia (خوارزمشاهیان), è stata una dinastia persiana musulmana sunnita di origine turco-mamelucca. Governò gran parte dell'attuale Asia centrale, Afghanistan e Iran nel periodo approssimativo dal 1077 al 1231, prima come vassallo dei Selgiuchidi e dei Qara Khitai, e successivamente come governanti indipendenti, fino alla conquista mongola dell'Impero della Corasmia nel XIII secolo.
La dinastia fu fondata dal comandante Anushtegin Gharchai, un ex schiavo turco dei sultani selgiuchidi, che fu nominato governatore della Corasmia. Suo figlio, Qutb ad-Din Muhammad I, divenne il primo scià ereditario della Corasmia. Anush Tigin potrebbe essere appartenuto alla tribù Begdili dei turchi Oghuz o a Chigil, Khalaj, Qipchaq, Qangly o Uiguri.

## Storia
La data di fondazione della dinastia rimane discutibile. Durante una rivolta nel 1017, i ribelli della Corasmia assassinarono Abu'l-Abbas Ma'mun e sua moglie, Hurra-ji, sorella del sultano Ghaznavide Mahmud. In risposta, Mahmud invase e occupò la regione della Corasmia, che comprendeva Nasa e il ribat di Farawa. Di conseguenza, la Corasmia divenne una provincia dell'Impero Ghaznavide dal 1017 al 1034. Nel 1077, il governatorato della provincia, che dal 1042/1043 apparteneva ai Selgiuchidi, cadde nelle mani di Anush Tigin, un ex schiavo turco del sultano selgiuchide. Nel 1141, il sultano selgiuchide Ahmed Sanjar fu sconfitto dal Qara Khitai nella battaglia di Qatwan, e il nipote di Anush Tigin, Ala ad-Din Atsiz, divenne vassallo di Yelü Dashi del Qara Khitan.
Il sultano Ahmed Sanjar morì nel 1156. Quando lo Stato selgiuchide cadde nel caos, gli scià della Corasmia espansero i loro territori verso sud. Nel 1194, l'ultimo sultano del Grande Impero Selgiuchide, Toghrul III, fu sconfitto e ucciso dal sovrano della Corasmia, Ala ad-Din Tekish, che conquistò parti del Grande Khorasan e dell'Iran occidentale. Nel 1200, Tekish morì e gli succedette suo figlio, Ala ad-Din Muhammad, che iniziò un conflitto con i Ghuridi e fu sconfitto ad Amu Darya (1204) Dopo il sacco della Corasmia, Muhammad chiese aiuto al suo sovrano, il Qara Khitai che gli mandò un esercito. Con questo rinforzo ottenne una vittoria sui Ghuridi a Hezarasp (1204) e li costrinse a lasciare la Corasmia.
L'alleanza di Ala ad-Din Muhammad con il suo sovrano fu di breve durata. Iniziò nuovamente un conflitto, questa volta con l'aiuto dei Kara-Khanidi, e sconfisse un esercito Qara-Khitai sul fiume Talas (1210), ma permise che Samarcanda (1210) fosse occupata dai Qara-Khitai. Quindi rovesciò i Karakhanidi (1212) e i Ghuridi (1215). Nel 1212 trasferì la sua capitale da Gurganj a Samarcanda, incorporando così quasi tutta la Transoxania e l'attuale Afghanistan nel suo impero, che dopo ulteriori conquiste nella Persia occidentale (dal 1217) si estendeva dal Syr Darya ai monti Zagros e dalle parti settentrionali dell'Hindu Kush al Mar Caspio. Nel 1218, l'impero aveva una popolazione di circa 5 milioni di persone.

## Anushtiginidi Corasmi
| Titolo                                                                        | Sovrano | Regno          |
| ----------------------------------------------------------------------------- | --- | -------------- |
| Shihna                                                                        | Anushtegin Gharchai نوشتکین غرچه | 1077/1097      |
| Shihna                                                                        | Ekinchi ibn Qochar ایکینچی بن قوچار | 1097           |
| Scià شاہ Qutb ad-Din Abul-Fath قطب الدین ابو الفتح                            | Arslan Tigin Muhammad ibn Anush Tigin ارسلان طگین محمد ابن أنوش طگین | 1097-1127/1128 |
| Scià شاہ Ala al-Dunya wa al-Din Abul-Muzaffar علاء الدنیا و الدین، ابو المظفر | Qizil Arslan Atsiz ibn Muhammad قزل ارسلان أتسز بن محمد | 1127/1128-1156 |
| Scià شاہ Taj al-Dunya wa al-Din Abul-Fath تاج الدنیا و الدین، ابو الفتح       | Il-Arslan ibn Qizil Arslan Atsiz ایل ارسلان بن قزل ارسلان أتسز | 1156-1172      |
| Scià شاہ Ala al-Dunya wa al-Din Abul-Muzaffar علاء الدنیا و الدین، ابو المظفر | Tekish ibn Il-Arslan تکش بن ایل ارسلان | 1172–1200      |
| Scià شاہ Jalal al-Dunya wa al-Din Abul-Qasim جلال الدنیا و الدین، ابو القاسم  | Mahmud Sultan Shah ibn Il-Arslan محمود سلطان شاہ ابن ایل ارسلان Inizialmente sotto reggenza di Turkan Khatun, sua madre. Era un fratellastro più giovane e rivale di Tekish nell'Alto Khurasan | 1172-1193      |
| Scià شاہ Ala al-Dunya wa al-Din Abul-Fath علاء الدنیا و الدین، ابو الفتح      | Muhammad ibn Tekish محمد بن تکش | 1200-1220      |
| Jalal al-Dunya wa al-Din Abul-Muzaffar جلال الدنیا و الدین، ابو المظفر        | Mingburnu ibn Muhammad مِنکُبِرنی ابن محمد | 1220-1231      |

- La riga viola indica il dominio dell'Impero selgiuchide
  - La riga rosa indica che la sovranità si sposta tra Qara-Khitai e l'Impero selgiuchide
    - Le righe arancioni indicano la sovranità dei Qara-Khitai

## Galleria d'immagini

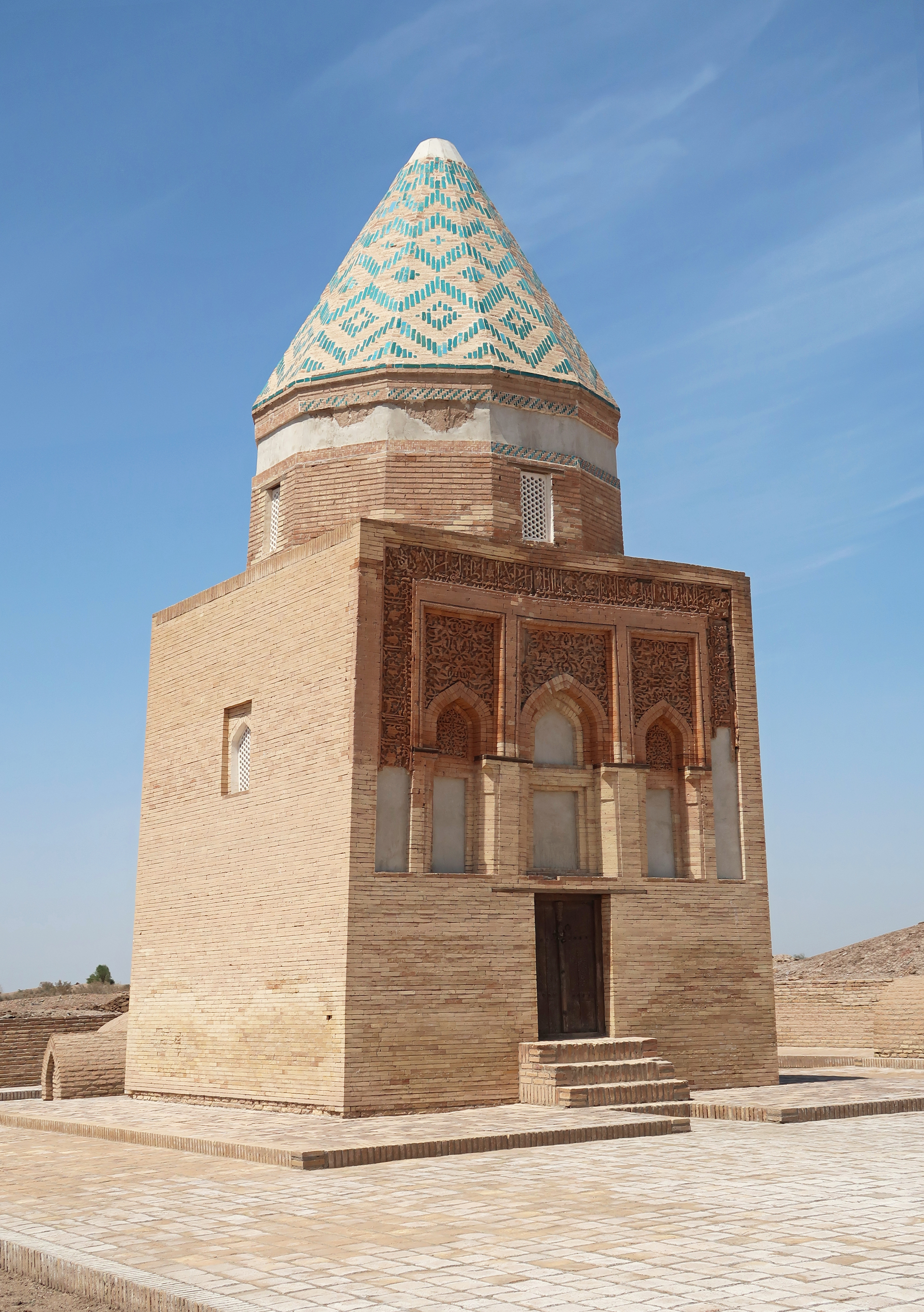
Mausoleo dello scia di Corasmia, Il-Arslan, Köneürgench, Turkmenistan.
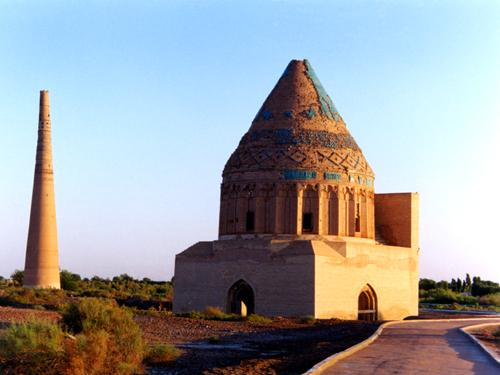
Mausoleo dello Scià di Corasmia Ala al-Din Tekish, Köneürgench, Turkmenistan.
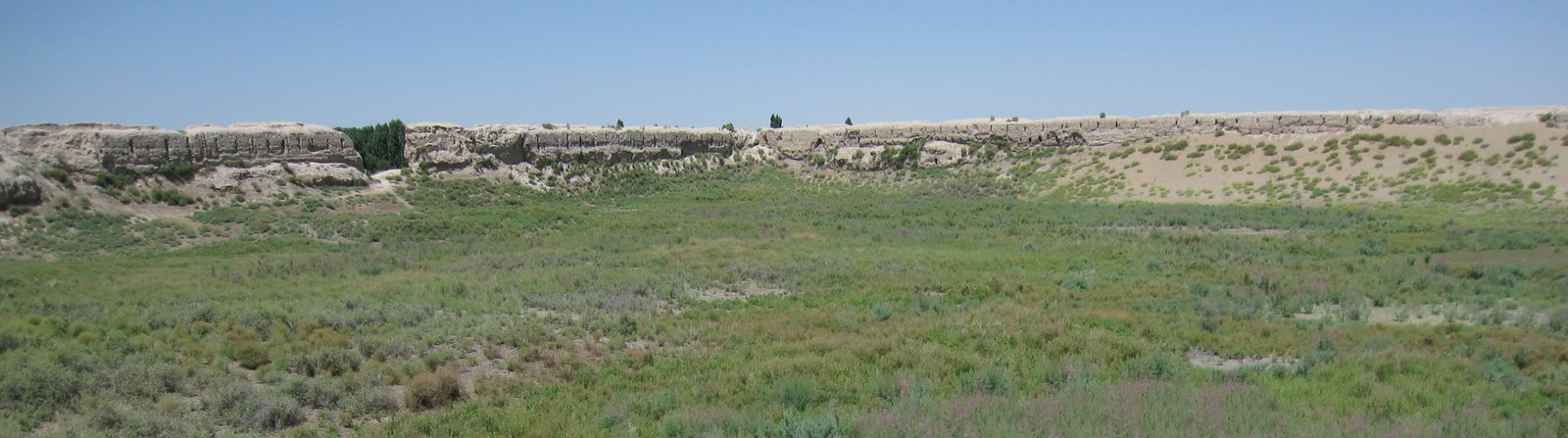
La fortezza di Guldursun-Kala fu occupata per l'ultima volta da Muhammad II di Corasmia (1169, 1200-1220), prima che cadesse sotto la conquista dei Mongoli.